# Râul Dani
Râul Dani este un râu din România, afluent al râului Ismar. 